# Vieja tuyrensis
Vieja tuyrensis es una especie de peces de la familia Cichlidae en el orden de los Perciformes.

## Morfología
Los machos pueden llegar alcanzar los 23,5 cm de longitud total.

## Distribución geográfica
Se encuentra en  América Central: vertiente  pacífica de Panamá (cuencas de los ríos  Tuira y  Bayan).